# Cataetyx alleni
Cataetyx alleni, nota in italiano come brotulide, è un pesce osseo marino della famiglia Bythitidae.

## Distribuzione e habitat
Il suo areale comprende il mar Mediterraneo e l'oceano Atlantico orientale dalle coste francesi a quelle portoghesi. Non è comune eccetto in alcune situazioni locali dove può essere abbondante.
È un pesce abissale diffuso tra i 500 ed i 1000 metri di profondità.

## Descrizione
Ha corpo allungato e compresso lateralmente, con testa e bocca abbastanza grandi. Scaglie piccole assenti in alcune aree della testa. La linea laterale è spezzata, dall'opercolo all'origine della pinna anale decorre alta, nei pressi del margine dorsale del corpo quindi, all'altezza della pinna pettorale, riparte nella zona vantrale e giunge quasi al peduncolo caudale. Le pinne dorsale ed anale sono lunghe (la dorsale è più lunga), la pinna caudale è distinta. Pinne ventrali presenti.
La colorazione è beige su dorso e fianchi con ventre chiaro; sono presenti due strisce scure fra l'occhio e la parte superiore dell'opercolo.
Misura fino a 12 cm.

## Biologia
Poco nota.

### Alimentazione
Si ciba di invertebrati del benthos come vermi marini e crosracei.

### Riproduzione
Viviparo.

## Pesca
Accidentale con reti a strascico.

## Specie affini
Cataetyx laticeps (Koefoed, 1927) è molto simile ma più grande (fino ad oltre 60 cm) e si trova in acque più profonde (fino a 2400 metri). È diffuso nell'oceano Atlantico orientale (con segnalazioni dalla parte occidentale nel golfo del Messico) ed è stato segnalato anche nel mar Mediterraneo occidentale.